# Konstanty Latka
Konstanty Herman Latka (ur. 7 kwietnia 1848 w Orzegowie jako Constantin Hermann Lattka; zm. 19 października 1918 tamże) – śląski górnik, uczestnik wojny francusko-pruskiej. 

## Biogram
Syna Antona i Tekli z domu  Schlenga. Według historyka Jana Stefana Dworaka, Latka miał jako piętnastolatek uczestniczyć w powstaniu styczniowym.
W 1907 roku zorganizował w miejscowej gospodzie pierwszą bibliotekę w Orzegowie. Był dwukrotnie żonaty, z pierwszego małżeństwa z Albertine Fitzek (1851-1882) miał piecioro dzieci, z czego czworo zmarło w latach dziecięcych. Drugą żoną była Susanna Machuletz. Z tego związku urodziło się sześcioro dzieci - w tym syn Franciszek, który uczestniczył wraz z braćmi w powstaniach śląskich.
Zmarł w wieku 70 lat. Został pochowany na cmentarzu parafialnym w Orzegowie.
W 1981 jedna z ulic Rudy Śląskiej została nazwana jego imieniem (Uchwała MRN 69/XVIII/81).